# Mario Gila
Mario Gila Fuentes (* 29. August 2000 in Barcelona) ist ein spanischer Fußballspieler.

## Karriere

### Verein
Nachdem er in der Jugend des CF Damm, von Mollet, Sabadell und Santa Perpetua de Moguda ging er später wieder in die von Damm und machte hiervon im Sommer 2017 den Wechsel zur U19 von Espanyol Barcelona. Während seiner Zeit in der U19 wechselte er zu Real Madrid, von wo er dann zur Saison 2019/20 Teil der Castilla-Mannschaft wurde. Dort sammelte er in den nächsten Jahren dann so einige Einsätze und trug hin und wieder sogar auch die Kapitänsbinde. Sein Debüt für die erste Mannschaft erhielt er dann am 30. April 2022 bei einem 4:0-Sieg über Espanyol, wo er zur 75. Minute für Eduardo Camavinga eingewechselt wurde. Danach kam er noch einmal kurz gegen UD Levante zum Zug. Für eine Ablöse von 6 Mio. € wechselte er zur Spielzeit 2022/23 zum italienischen Klub Lazio Rom. Sein Debüt in der Serie A hatte er dann am 31. August 2022, nach ein paar weiteren Kurzeinsätzen zog er sich aber in der Winterpause eine Fußverletzung, wonach er für den Rest der Saison erst einmal nicht mehr eingesetzt wurde. So sammelte er in seiner ersten Spielzeit bei Lazio mehr Einsätze in Europa und Conference League mehr Einsätze als in der Liga. In der Spielzeit 2023/24 kommt er nun seit November 2023 wieder durchgehend zum Einsatz und bestritt auch bereits erste Einsätze in der Champions League.

### Nationalmannschaft
Seit September 2022 ist er für die spanische U21-Nationalmannschaft aktiv und nahm mit dieser auch an der Europameisterschaft 2023 teil, wo er bei drei Partien Spielzeit bekam, wobei er bei zweien davon erst kurz vor Schluss eingewechselt wurde. Am Ende erreichte seine Mannschaft auch das Finale, wo diese schlussendlich England mit 0:1-unterlag.